# Bilans płatniczy
     Saldo ujemne
     Saldo dodatnie
     Brak danych

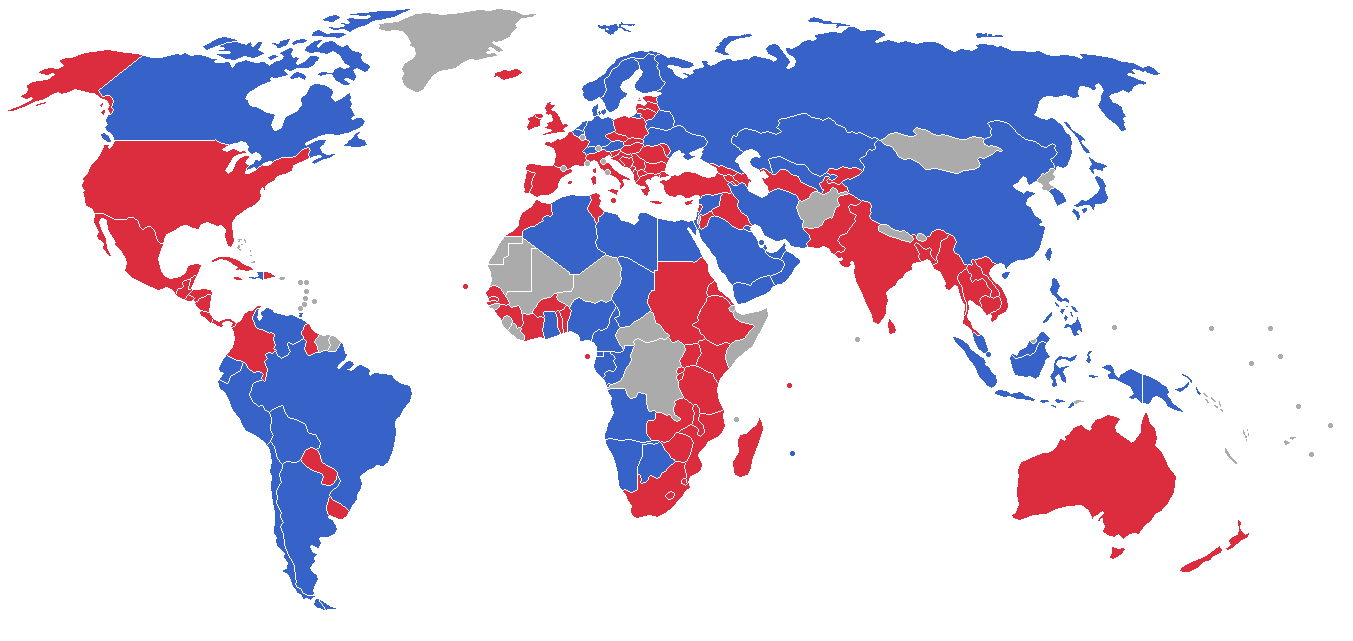
Saldo rachunku obrotów bieżących w roku 2006:
Saldo ujemne
Saldo dodatnie
Brak danych

Bilans płatniczy – zestawienie wszystkich transakcji dokonanych między rezydentami (gospodarką krajową) a nierezydentami (zagranicą) w danym okresie sprawozdawczym. Jest on sporządzany zgodnie z szóstym wydaniem Balance of Payments and International Investment Position Manual (BPM) publikowanego przez Międzynarodowy Fundusz Walutowy. Bilans płatniczy Polski publikuje Narodowy Bank Polski, natomiast bilans płatniczy strefy euro − Europejski Bank Centralny.
Międzynarodowa pozycja inwestycyjna jest zestawieniem stanów zagranicznych aktywów i pasywów na koniec danego okresu sprawozdawczego.
Zadłużenie zagraniczne jest zestawieniem zobowiązań zagranicznych o charakterze dłużnym (w tym m.in. kredyty i pożyczki, dłużne papiery wartościowe znajdujące się w posiadaniu zagranicznych inwestorów portfelowych, rachunki bieżące i depozyty nierezydentów w bankach polskich).
Statystyka bilansu płatniczego obejmująca bilans płatniczy, międzynarodową pozycję inwestycyjną i zadłużenie zagraniczne opisuje relacje gospodarki z zagranicą. Umożliwia prowadzenie analizy międzynarodowych stosunków gospodarczych, w tym ocenę nierównowagi zewnętrznej państwa.

## Struktura bilansu płatniczego
1. Rachunek bieżący:
  1. Obroty towarowe
  2. Usługi
  3. Dochody pierwotne
  4. Dochody wtórne
2. Rachunek kapitałowy
3. Rachunek finansowy:
  1. Inwestycje bezpośrednie
  2. Inwestycje portfelowe
  3. Pozostałe inwestycje
  4. Pochodne instrumenty finansowe
  5. Oficjalne aktywa rezerwowe
4. Błędy i opuszczenia

## Charakterystyka sald składowych bilansu płatniczego
- Rachunek bieżący – obejmuje transakcje w zakresie towarów, usług, dochodów pierwotnych oraz dochodów wtórnych.
- Rachunek kapitałowy – obejmuje transfery kapitałowe o charakterze inwestycyjnym (w Polsce przede wszystkim fundusze unijne).
- Rachunek finansowy – zawiera transakcje finansowe z zakresu inwestycji bezpośrednich, portfelowych, pozostałych inwestycji, pochodnych instrumentów finansowych oraz oficjalnych aktywów rezerwowych.

## Równowaga i nierównowaga bilansu płatniczego
Równowaga bilansu płatniczego (w sensie księgowym) występuje wtedy, gdy spełniona jest następująca tożsamość: saldo rachunku bieżącego plus saldo rachunku kapitałowego minus saldo rachunku finansowego plus błędy i opuszczenia równa się zero. Polega ona na równoważeniu deficytów z jednego okresu, nadwyżkami z drugiego.
Do oceny nierównowagi bilansu płatniczego w sensie ekonomicznym, tzn. nierównowagi zewnętrznej kraju i jego wrażliwości na zarażenie zewnętrznymi zjawiskami kryzysowymi, wykorzystuje się dane statystyki bilansu płatniczego w relacji do PKB. Są to m.in. saldo rachunku bieżącego, udział eksportu netto, międzynarodowa pozycja inwestycyjna netto, zadłużenie zagraniczne i oficjalne aktywa rezerwowe.